# 5511 Cloanthus
5511 Cloanthus este o planetă minoră (asteroid), cu un diametru de 39,773 km, din Asteroid troian al lui Jupiter. A fost descoperită pe 8 octombrie 1988 la Observatorul Palomar de Carolyn S. Shoemaker și a fost numită după Cloanthus⁠(d). 
Obiectul prezintă o orbită caracterizată de o semiaxă mare de 5,2434071 UAi, o excentricitate de 0,116, o înclinație de 11,16664 ° în raport cu ecliptica.